# تبلیغ پیتزا هات توسط گورباچف
میخائیل گورباچف ، رهبر سابق اتحاد جماهیر شوروی، در سال ۱۹۹۸ در یک تبلیغ تلویزیونی برای پیتزا هات حضور پیدا کرد. این تبلیغ در نوامبر ۱۹۹۷ در میدان سرخ و در رستوران پیتزا هات در جای دیگر در مسکو فیلمبرداری شد و در ژانویه ۱۹۹۸ به صورت بین‌المللی پخش شد، اما در روسیه پخش نشد. در این آگهی بازرگانی، خانواده‌ای در رستوران پیتزا هات درباره میراث سیاسی گورباچف بحث می‌کنند. دو مرد با هم اختلاف دارند تا اینکه زن می‌گوید: «گورباچف به آنها پیتزا هات داده است.» گورباچف از پولی که به دست آورده بود برای تامین مالی پروژه‌های بنیادش استفاده کرد. این آگهی تجاری به عنوان تصویری از پیروزی سرمایه‌داری در داخل روسیه توصیف شده است.

## محتوا

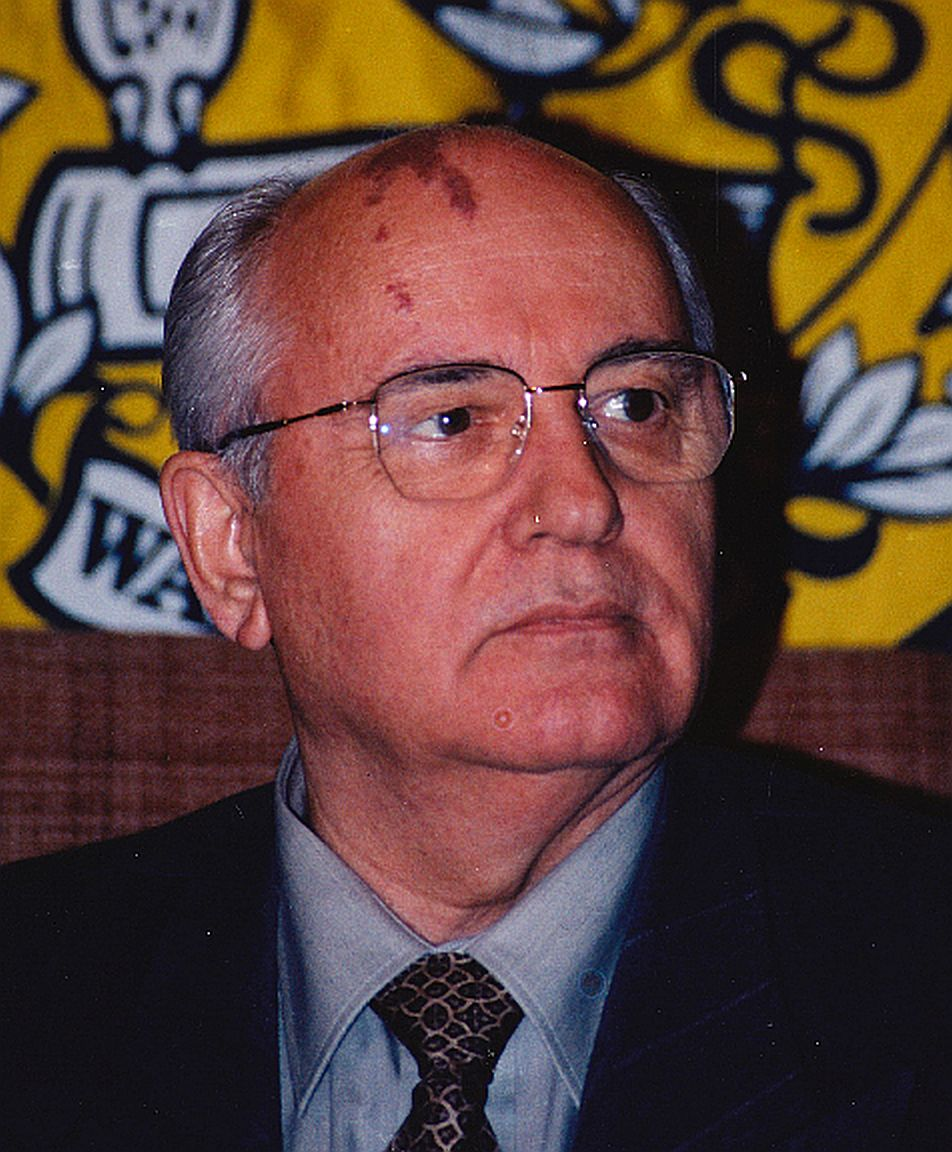
میخائیل گورباچف در سال ۱۹۹۷

این تبلیغات با نمای دید پرنده از کلیسای جامع عیسی نجات‌دهنده و میدان مانژنایا از نمای هتل چهار فصل مسکو پس از بارش برف اخیر شروع می‌شود. سپس گورباچف همراه با نوه‌اش آناستازیا ویرگانسکایا با چتر در میان برف قدم می‌زند در حالی که کلیسای جامع سن باسیل در پس‌زمینه قابل مشاهده است. آنها وارد رستوران پیتزا هات در میدان سرخ می‌شوند و پشت میزی در یک گوشه می‌نشینند.
خانواده‌ای در رستوران پشت میز دیگری نشسته‌اند. پدر (با بازی ریچارد مارنر) متوجه گورباچف می‌شود و شکایت می‌کند: «به خاطر او سردرگمی اقتصادی داریم.» پسر اعتراض می کند: «به خاطر او ما فرصت داریم.» این ادعا با ادعای متقابل دنبال می‌شود: «به خاطر او، ما بی‌ثباتی سیاسی داریم» - «به خاطر او، ما آزادی داریم» - «آشوب کامل» - «امید!» . مادر مداخله می‌کند: «به خاطر او چیزهای زیادی داریم ... مثل پیتزا هات.» حالا خانواده موافق هستند. آنها و تمام رستوران با تکه‌های پیتزا در دست از صندلی‌های خود بلند می‌شوند تا به دستاوردهای او ادای احترام کنند. دوربین به سمت خود گورباچف می‌رود و توجه را جلب می‌کند. 
صداپیشه می‌گوید: «گاهی اوقات، هیچ چیز بهتر از یک پیتزای داغ از پیتزا هات، مردم را دور هم جمع نمی‌کند.» صدای کُر تحسین با صدای بلندتر شنیده می‌شود، گویی در سراسر مسکو طنین‌انداز می‌شود. در پایان شعار «دوستان خوب. پیتزای عالی.» نشان داده می‌شود.  نسخه متفاوتی از این تبلیغ ساخته شد که شامل شعار «آیا تا به حال به لبه رسیده‌اید؟» می‌شود.

## زمینه

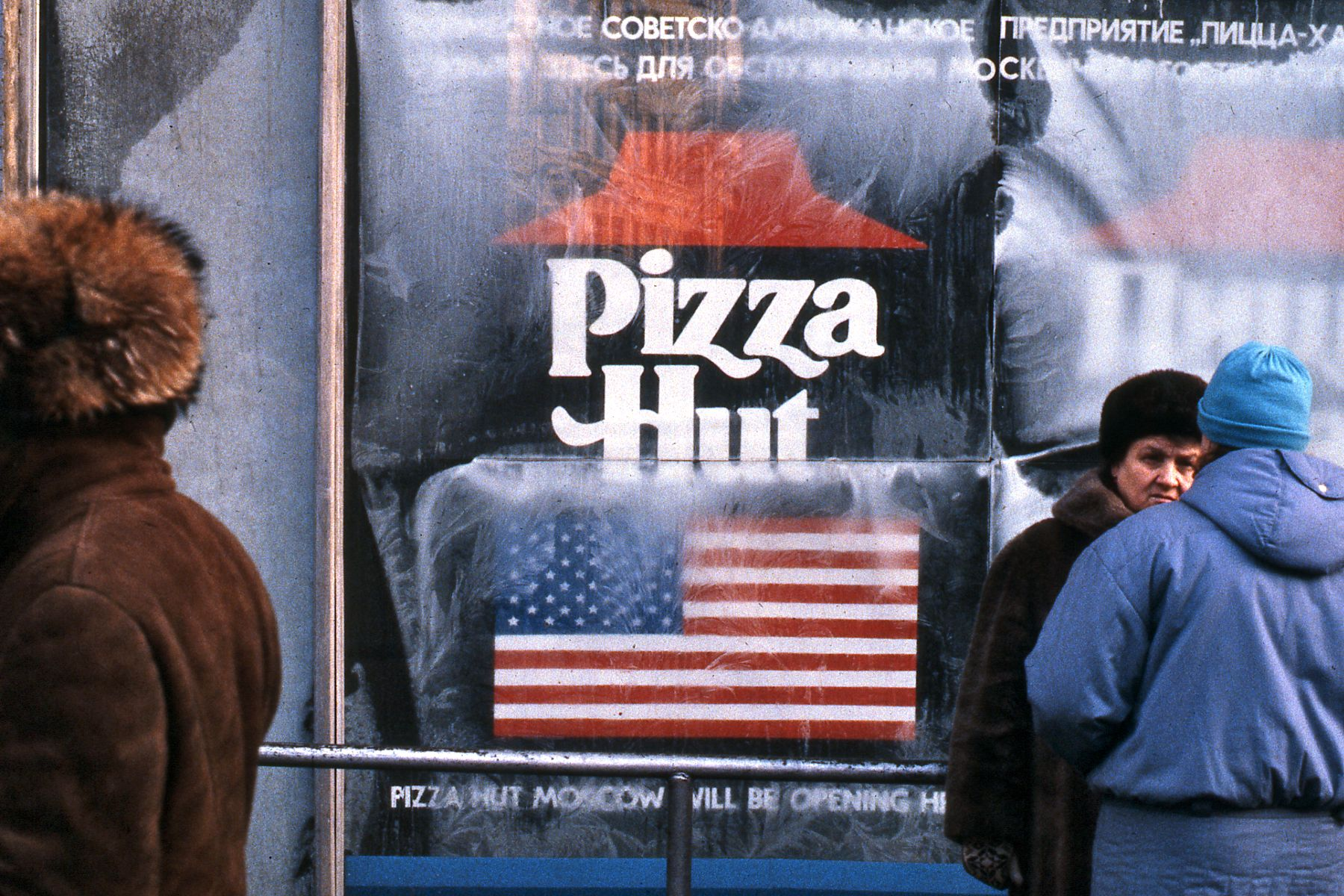
پیتزا هات در مسکو درست قبل از افتتاح در سال ۱۹۹۰

پیتزا هات در سال ۱۹۹۰ در مسکو افتتاح شد، چند ماه پس از افتتاح اولین مک دونالد در روسیه، این یکی از اولین رستوران‌های خارجی بود که تا حدی به لطف سیاست‌های پرسترویکای خود گورباچف، توانست در روسیه شوروی افتتاح شود. ایده ساخت پیتزا هات در مسکو از دوستی شخصی بین آناتولی دوبرینین سفیر شوروی در ایالات متحده و دونالد ام. کندال ، مدیرعامل شرکت مادر پیتزا هات پپسی‌کو ناشی شد. این بخشی از بزرگترین معامله بین اتحاد جماهیر شوروی و یک شرکت آمریکایی بود.  این چیدمان پس از فروپاشی اتحاد جماهیر شوروی که باعث مرگ زنجیره تامین پیتزا هات شد، شکست خورد.
پیتزا هات قبلاً مرتباً تبلیغاتی را از بی‌بی‌دی‌او سفارش داده بود. تد شین، مدیر هنری بی‌بی‌دی‌او به یاد می‌آورد که شرکت «شنیده بود که [گورباچف] مایل است کاری انجام دهد»، اما دیگران پیشنهاد می‌کنند که بی‌بی‌دی‌او خودشان این ایده را مطرح کردند. 
ماه ها طول کشید تا بر سر یک توافق مذاکره شود. کیتی اونیل بیستریان در آی‌ام‌جی برای گورباچف مذاکره کرد. این مدت طولانی تا حدی برای افزایش دستمزد گورباچف بود، اما همچنین نشان‌دهنده تردید واقعی او بود. همسرش رایسا گورباچوا می‌ترسید که این تبلیغ به شهرت او آسیب برساند. گورباچف با این شرایط موافقت کرد که بتواند تایید نهایی خود را بر روی فیلمنامه بدهد. او همچنین پیتزا نمی‌خورد، که پیتزا هات را ناامید کرد. اونیل بیستریان پیشنهاد کرد که یکی از اعضای خانواده گورباچف تکه پیتزا را بخورد که در نهایت نوه او شد. 
مبلغ دقیقی که گورباچف دریافت کرد هرگز فاش نشد، اگرچه استدلال می‌شد که این یکی از بزرگترین حق الزحمه تازه‌کارها در تاریخ است.  طبق گزارش نیویورک تایمز ، برخی گزارش‌ها نشان می‌دهد که گورباچف نزدیک به یک میلیون دلار آمریکا (معادل حدود ۲ میلیون دلار در ۲۰۲۲) به عنوان دستمزد دریافت کرده است.  گورباچف گفت که این پول برای بنیاد گورباچف مصرف خواهد شد و به نقل از سی‌ان‌ان گفت:
| « | من در حال ایجاد یک کتابخانه و یک آرشیو پرسترویکا هستم و این پروژه به بودجه خاصی نیاز دارد. پرسترویکا به روسیه و کل جهان انگیزه داد. بسیار مهم است که هر آنچه اتفاق افتاده در این دو مرکز حفظ شود. این بخش مهمی از زندگی است. این فقط مصرف نیست، اجتماعی شدن هم هست. اگر نمی دیدم که برای مردم مفید است، با آن موافقت نمی‌کردم. | » |

## تولید

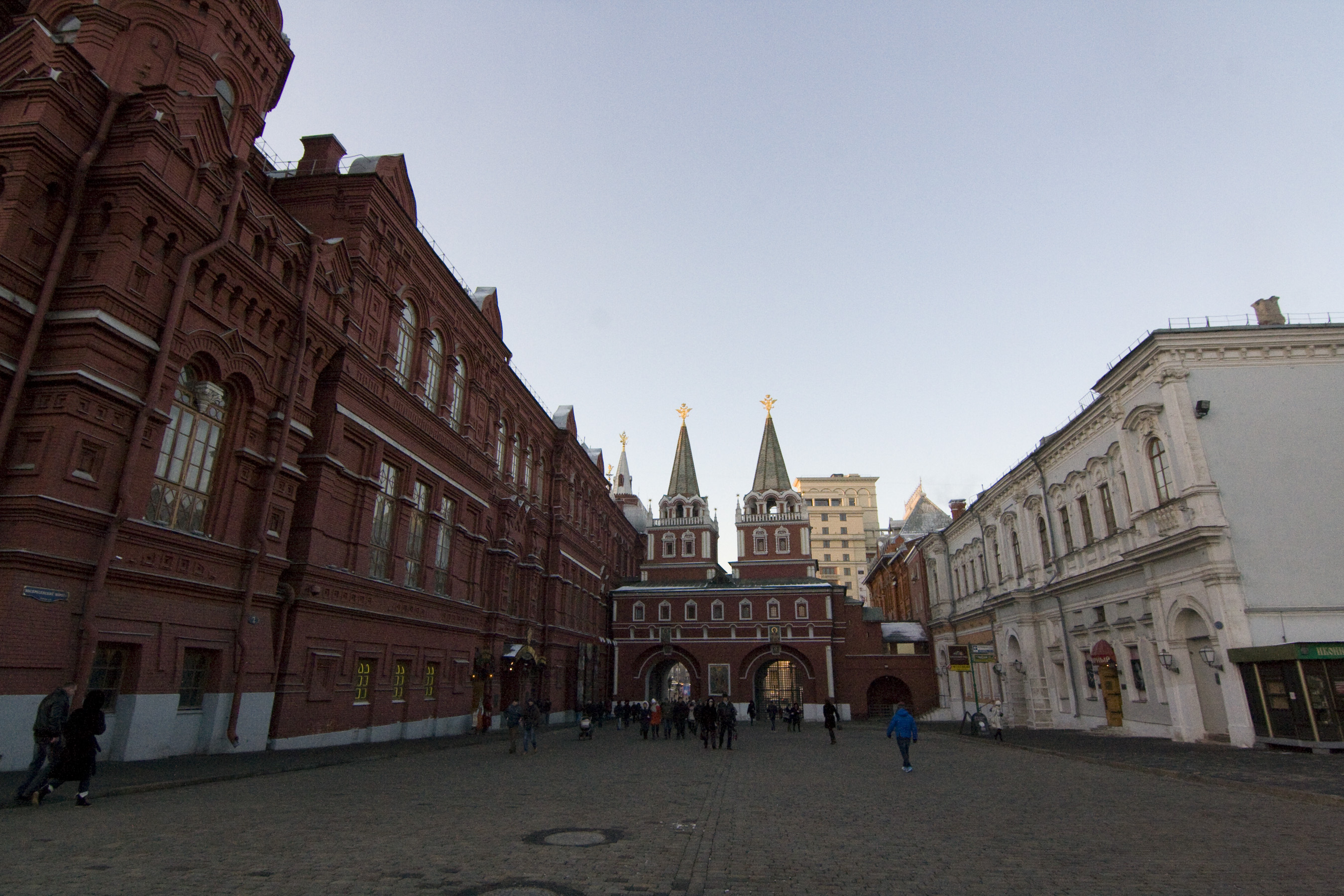
از ساختمان سفید سمت راست (که یک جواهر فروشی است) در تبلیغات استفاده می شد. در وسط تصویر، دروازه ایبری و کلیسا کوچک دیده می‌شود.

اونیل بیستریان، کارگردان پیتر اسمیلی و چند نفر دیگر در نوامبر ۱۹۹۷ به مسکو پرواز کردند. پیش تولید چند روز طول کشید. تصویربرداری اصلی طی دو روز انجام شد. گورباچف با یک لیموزین دیر رسید. میدان سرخ در طول فیلمبرداری برای یک روز تعطیل شد. پیتزا هات نمایش داده شده در میدان سرخ در واقع یک جواهر فروشی بود که برای فیلمبرداری تغییر یافت. فیلمبرداری داخل در یک رستوران پیتزا هات واقعی در مسکو انجام شد. برای گرفتن عکس از میدان سرخ و کلیساها، خدمه دوربین فیلمبرداری خود را روی کرملین قرار دادند. برخی از چالش‌ها شامل آب و هوا بود که به معنای دمای پایین و نور کم بود. پس از آن، کلیتون همرت از شرکت کریو کاتس، این آگهی تجاری را ویرایش کرد. او با افزودن طنین و لایه‌بندی شعارها بر روی یکدیگر، نقشی کلیدی در شکل دادن به پایان تبلیغات داشت. هزینه‌های تولید در حدود چند میلیون دلار تخمین زده شد. 

## پخش و دریافت
این آگهی بازرگانی در ایالات متحده در طول بازی فوتبال ۱۹۹۸ رز باول در ۱ ژانویه پخش شد، اما نه در روسیه، جایی که گورباچف به دلیل شرکت در تبلیغات به طور گسترده در رسانه‌ها مورد انتقاد قرار گرفت.  سال‌ها پس از پخش اولیه، این تبلیغ در موارد متعدد به یک ویدئوی همه‌بین تبدیل شد.  تایم این آگهی تجاری را در فهرست «۱۰ آگهی تبلیغاتی شرم‌آور برتر سلبریتی ها» قرار داد.   تریلیست در مقاله ای در سال ۲۰۱۴ از آن به عنوان یکی از ۱۱ برندسازی افراد مشهور عجیب و غریب نام برد.  در مصاحبه ای در سال ۲۰۱۰ توسط مجله روسی اسنوب ، گورباچف اظهار داشت که نامه های حمایتی مختلفی دریافت کرده است. 

## تحلیل و بررسی
گورباچف به عنوان یکی از تماشاگران این درام که در این آگهی تجاری رخ می‌دهد توصیف شده است.  این فیلم به عنوان یک «فیلم زیبا و تبلیغ عجیب» توصیف شده است و از ارزش شوک ظاهر شدن یک رهبر سابق جهانی سوء استفاده می‌کند. این تبلیغ همچنین به این واقعیت اشاره کرد که گورباچف در خارج از روسیه بسیار محبوبتر از داخل روسیه بود. 
آگهی تبلیغاتی نشان می‌دهد که سرمایه‌داری بهتر از کمونیسم است، زیرا پیتزا هات را ممکن می‌سازد.در سال ۲۰۱۲، نادیا کانوا و الزا ایبروشوا نوشتند که حضور گورباچف در تبلیغ پیتزا هات و همچنین حضور او در یک تبلیغ چاپی لویی ویتون در سال ۲۰۰۷ که برای آن توسط آنی لیبوویتز عکس گرفته شد نمادی از «گذر کمونیسم و پیروزی نظم نوین، سرمایه‌داری و مصرف‌گرایی» است. با تبدیل گورباچف به «سخنگوی تجاری برای برندهای قدرتمند غربی» و «استفاده از موقعیت نمادین [او] برای اهداف بازاریابی» به عنوان نمادی کنایه‌آمیز از بی‌ربط بودن او به عنوان «یک شخصیت سیاسی در شرایط پساکمونیستی» توصیف شده است.  

## تحولات بیشتر

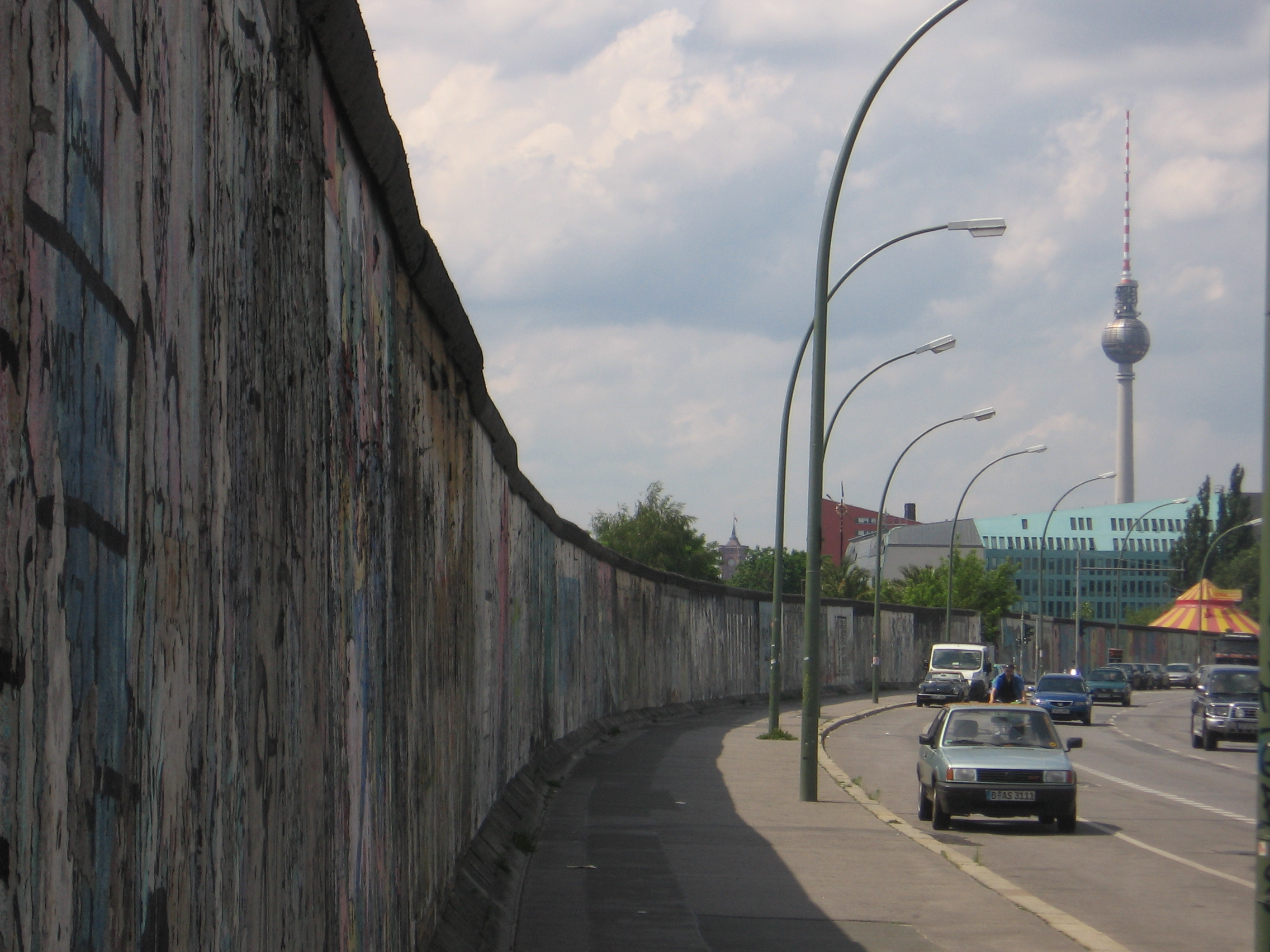
بخشی از دیوار برلین باقی مانده که در سال ۱۹۸۹ در دوره گورباچف فرو ریخت.

در اکتبر ۱۹۹۸ پیتزا هات مسکو را ترک کرد. 
گورباچف به گاردین گفته است که به دلیل بحران مالی روسیه در سال ۱۹۹۸ پس‌انداز خود را از دست داده است.
در سال ۱۹۹۷ گورباچف به سی‌ان‌ان گفت که قصد ندارد دوباره در تبلیغات شرکت کند.  با این حال، در سال ۲۰۰۰، گورباچف در تبلیغاتی که در وین توسط دمنر، مرلیسک و برگمن برای اوبی‌بی ، راه‌آهن فدرال اتریش ساخته شده بود، نمایش داده شد. شعار «پرسترویکا در اوبی‌بی»   بود و در ایستگاه راه آهن وین فلوریدزدورف فیلمبرداری شد. این تبلیغ برای اولین بار در ۱۰ می ۲۰۰۰ در اوآراف پخش شد.  در سال ۲۰۰۷، گورباچف در یک عکس تبلیغاتی که توسط آنی لیبوویتز برای لویی ویتون در ماشینی در کنار بخش‌های باقی‌مانده از دیوار برلین گرفته شده بود، نمایش داده شد.   برخلاف تبلیغات پیتزا هات، این تبلیغ در روسیه نمایش داده شد. 
پیتزا هات در واکنش به تهاجم روسیه به اوکراین در سال ۲۰۲۲ ، فعالیت ۵۰ شعبه روسی خود را به حالت تعلیق درآورد. 
در ساعات پس از مرگ گورباچف ، پیتزا هات به موضوعی پرطرفدار در توییتر تبدیل شد. 

## همچنین ببینید
- تاریخ اقتصادی فدراسیون روسیه
- فیلم‌شناسی دونالد ترامپ § تبلیغات